# 堤川

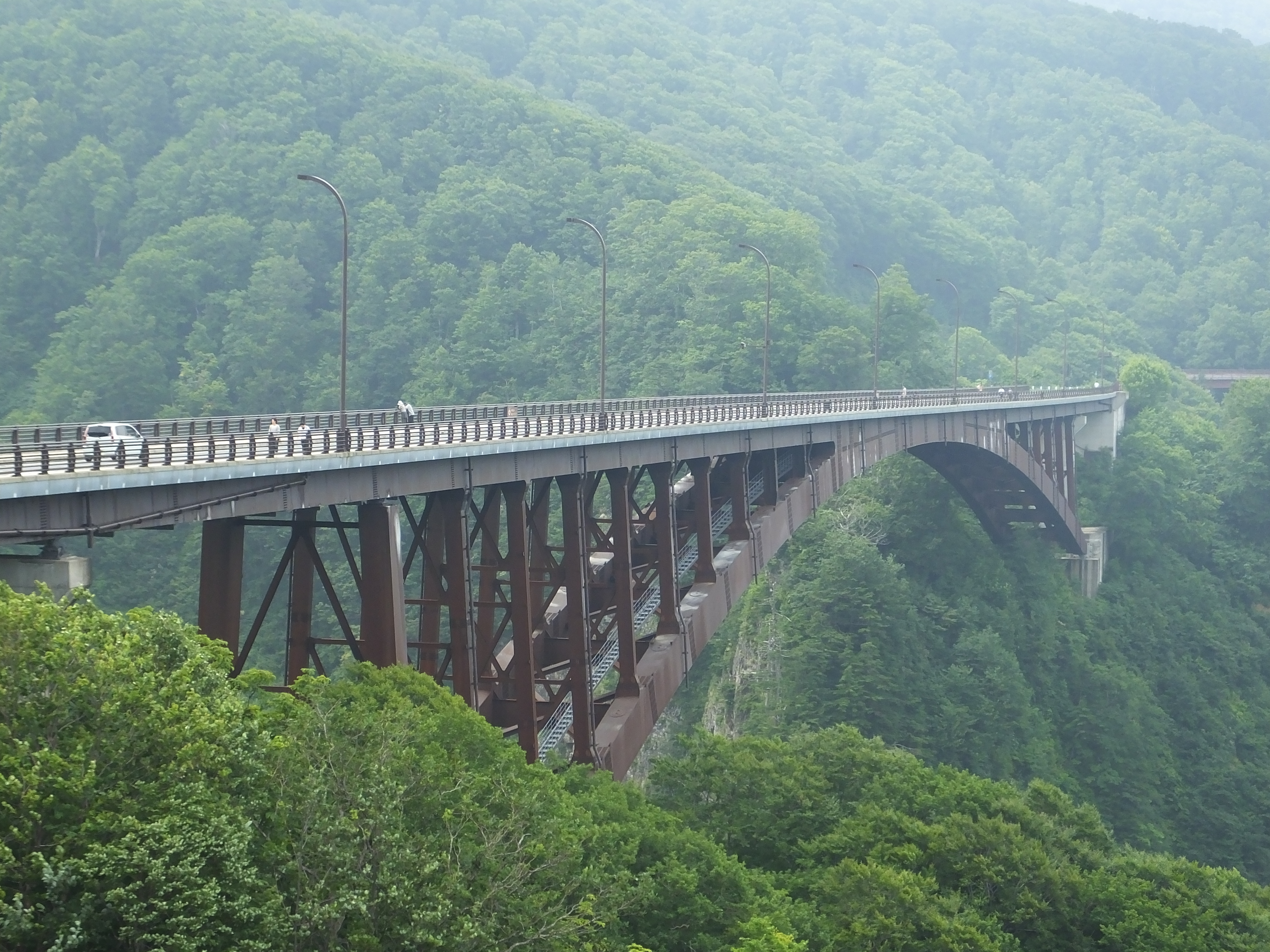
城ヶ倉大橋

堤川（つつみがわ）は、青森県青森市を流れ陸奥湾に注ぐ二級河川。堤川水系の本流である。上流部は荒川（あらかわ）とも呼ばれている。

## 地理
青森県青森市南東部に位置する八甲田山系の櫛ヶ峯、駒ヶ嶺および大岳に源を発し北西に流れる。青森市大字荒川付近で北東に転じ、青森市青柳と青森市港町の境界から陸奥湾に注ぐ。
上流には下湯ダムがあり、中流部から下流にかけては、ほぼ全体がコンクリート堤防で固められている。

## 歴史
かつては安潟もしくは善知鳥沼と言われる湖沼があったが、横内城主堤氏が外敵の侵入を防ぐため川の流れを変え、現在の形に近い堤川が出来上がった。その後の昭和期の複数の護岸工事を経て川の蛇行が直線化され現在の形となった。
駒込川との合流部付近は堤氏が支配していた頃は堤浦（もしくは堤ヶ浦）とも呼ばれていた。現在その付近は青森高校等のボート部が練習に使用している。

## 名称
駒込川など全ての支流を含めた水系全体である堤川水系として特に公共施設など多くの施設に堤川の名称が用いられる。二級河川として定められた名称は堤川であるが、一般的には上流部を荒川と呼ぶことが多く、青森市民は伝統的に駒込川と合流した後の陸奥湾に注ぐまでの河川部位に堤川と言う名称を用いる。これは、荒川と駒込川の合流部以北は堤氏が後に作った河川部位であるため、その歴史的事実を反映しているためである。

## 利水
荒川の水は八甲田火山群の影響で強い酸性である。そのため魚は特に上流部では住めず、飲料水として利用する際もpHを調整する必要がある。荒川には魚がいないと言う人もいるが、桜川1丁目付近まで下流になれば魚もいるため、厳密には正しくない。
かつては荒川の水を中性にする技術が発達しておらず飲料水として利用できずに、横内浄水場のみが水源であったが、上水道の利用率が増えてきたためそれのみでカバーするのは困難になってきていた。そこで昭和56年に堤川浄水場を作り、平成16年現在で61,000m3/日の水が青森市の住民の飲料水として利用されている。横内浄水場の水に比べれば品質は落ちるが、飲料水としては水質を維持している。この堤川浄水場の水源は浄水場完成当時建設中であった下湯ダムである。

## 支流
下流より記載
- 駒込川
- 横内川
  - 合子沢川 - かつては荒川に直接合流していたが、水害対策のため横内川多目的遊水地の建設の一環として横内川に合流するよう改修された。2003年（平成15年）に完了[1][2]。
- 牛館川
- 入内川

## 河川施設
- 下湯ダム - 1979年(昭和54年)12月に着工、1989年(平成元年)3月に竣工したダム。貯水能力は1,260万m3で、ダム湖は下湯平成湖と呼ばれている。ダムの上流には水没した温泉の跡がある。

## 主な橋梁
- 石森橋
- 青柳橋
- 旭橋
- うとう橋
- 堤橋 - 国道4号線 奥州街道(陸羽街道)
- 松園橋（人道橋）
- 甲田橋
- 桜川橋
- 下筒井橋（人道橋）
- 筒井橋 - 県道40号線
- 上筒井橋（人道橋）
- 荒川橋 - 青い森鉄道
- 妙見橋 - 国道7号線
- 堤川橋 - 青森自動車道
- 新妙見橋 - 国道103号線 八甲田ゴールドライン
- 問屋橋
- 牛館橋
- 荒川橋 - 県道44号線
- （東北新幹線）
- 金高橋 - 県道44号線